# Sveagruva
Sveagruva (ou simplement Svea) est une ancienne ville du Svalbard située au sud de l'île du Spitzberg. Avec environ 200 habitants, c'était le troisième lieu le plus habité de l'archipel après Longyearbyen et Barentsburg jusqu'en 2020.
Son nom vient de svea qui renvoie à Sverige (Suède) et de gruve qui signifie : « mine de charbon » en norvégien. En effet, ce sont des Suédois qui en 1910 s'y installèrent en premier.
La desserte de la cité était assurée depuis l'aéroport de Svea par un petit avion en provenance de Longyearbyen, qui vole lorsque les conditions sont favorables, ou bien par véhicules à chenilles.
Dans le cadre du budget national pour 2018, le Parlement norvégien a décidé d'arrêter les opérations minières à Svea et Lunckefjell. Toutes les traces d'exploitation minière moderne dans la région de Svea et Lunckefjell seront éliminées. Le coût total du projet est estimé à 2,5 milliards de couronnes norvégiennes, mais le prix final pourrait être plus élevé. Le site de Svea a été officiellement fermé le 4 mars 2020.

## Géographie
Sveagruva est situé sur la rivière Braganza, dans la baie de Svea, qui fait elle-même partie du fjord Van Mijen. Le village s'élève en dessous d'une paroi montagneuse escarpée de 900 mètres de haut, qui forme les deux pics de Liljevalchfjellet. Au nord-est s'étend la vallée de Kjellström.

## Organisation
Sveagruva n'est pas reliée par route aux autres localités du Svalbard, et les employés faisaient généralement la navette entre Longyearbyen et Sveagruva en avion. Sveagruva possédait son propre aéroport à piste courte, l'aéroport de Svea, qui était détenu, exploité et utilisé par Store Norske Spitsbergen Kulkompani. Il y avait des vols fréquents entre l'aéroport de Svalbard et celui de Longyearbyen, et les vols étaient opérés par Lufttransport avec un Fairchild Dornier 228 de 19 places.
Pendant la saison hivernale, il est également possible de se rendre à Sveagruva en motoneige, généralement via Reindalen et Todalen.
Les employés travaillaient généralement par équipes sur un rythme d'une à deux semaines de travail suivi d'une à deux semaines de repos. Pendant la période de travail, les travailleurs vivaient dans des appartements fournis par Store Norske à Sveagruva ; pendant leurs congés, la plupart d'entre eux retournaient à Longyearbyen ou sur le continent.
Les activités de loisirs à Sveagruva étaient variées, et le village possédait son propre club de tir (avec un stand de tir associé), un club d'aéromodélisme, un bowling et une salle de sport moderne. Sveagruva possède son propre bureau de poste avec le code postal 9175. Une épicerie ouverte 24 heures sur 24 était également située dans le même bâtiment que le bureau de poste.
Le village comprenait une infirmerie, avec des équipements pour les traitements médicaux de base. Il n'y avait pas de personnel de santé qualifié à Sveagruva, mais l'infirmerie était équipée pour la télémédecine et pouvait assurer la liaison avec l'hôpital de Longyearbyen si nécessaire.
Svea était alimentée en électricité par une centrale diesel située au Cap Amsterdam.

## Histoire
La région appelée Sveagrufvan et les gisements de charbon associés ont été repéré par Bertil Högbom, au nom des sociétés Jernkontoret et Trafikaktiebolaget Grängesberg-Oxelösund, en 1910. L'année suivante, en 1911, la compagnie minière britannique Northern Exploration Company a érigé deux de ses nombreuses cabanes sur les rives nord et sud de la rivière Braganza (Camp Williams et Camp Margareth).
Les opérations minières ont été lancées par la société suédoise Svenska Stenkolsaktiebolaget Spetsbergen (no) en 1917, puis vendues en 1921 à Svenska Stenkolsaktiebolaget Spetsbergen (no). Cette société a agrandi l'exploitation en construisant d'autres bâtiments, jusqu'à ce que les activités soient complètement interrompues en 1925. Pendant trois ans, l'usine n'est entretenue que par des gardiens, jusqu'à sa réouverture en 1928 par Nya Svenska Stenkolsaktiebolaget Spetsbergen (no).
Les installations ont été rachetées par la SNSK en 1934, l'État étant le premier créancier hypothécaire. L'extraction a été interrompue entre 1949 et 1970, puis a repris de 1970 à 1987. L'exploitation actuelle a repris en 2001 avec l'ouverture du gisement de Svea Nord, qui est le plus grand gisement de charbon exploité à ce jour au Svalbard.
La mine est située à environ cinq kilomètres de la localité et est accessible par le glacier Høganesbreen. La mine fonctionnait 24 heures sur 24 toute l'année et produisait entre 1 et 3 millions de tonnes de charbon par an. Celle-ci est exploitée jusqu'en 2013.
Une nouvelle mine a été ouverte à Lunckefjellet fin 2013. Le charbon extrait était transporté jusqu'au Cap Amsterdam pour y être stocké et transporté par bateau. En hiver, lorsque le fjord Van Mijen est gelé, d'importants stocks de charbon étaient généralement constitués au Cap Amsterdam en attendant que le fjord soit libéré des glaces.
Store Norske avait initialement prévu une production de charbon dans la région de Svea jusqu'à environ 2030. Il restait des réserves de charbon dans la région est de Svea, vers Ispallen et dans la zone périphérique de Svea nord, qu'il aurait été possible d'extraire une fois que les champs de charbon de Lunckefjellet auront été entièrement exploités.
Cependant, le 1er octobre 2016, une suspension des activités minières à Svea est décidée.